# Community House
La Community House est un bâtiment américain à Rim Village, dans le comté de Klamath, dans l'Oregon. Protégé au sein du parc national de Crater Lake, il a été construit en 1924 pour servir de lieu de socialisation aux campeurs visitant l'aire protégée. Propriété contributrice au district historique de Rim Village depuis la création de ce district historique le 18 septembre 1997, il fait aujourd'hui office de librairie opérée par la Crater Lake Natural History Association.